# White Shoes & The Couples Company

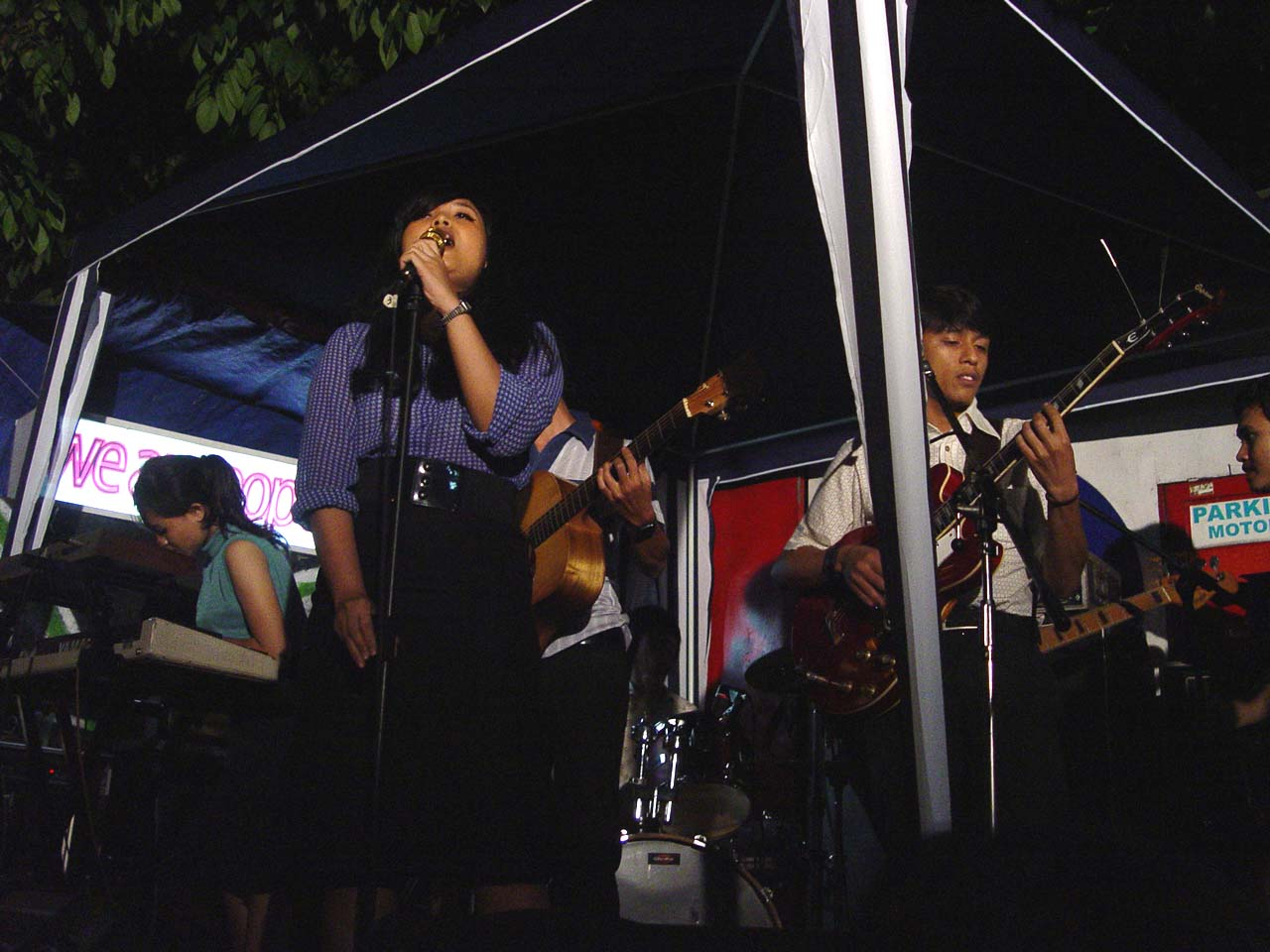
White Shoes & The Couples Company en vivo en el We Are Pop vol. 7, en Mayestik, Yakarta, Indonesia (2008)

White Shoes & The Couples Company es una agrupación de género pop de Indonesia, aunque también interpretan el funk / jazz, ellos son originarios de Yakarta. La banda está auspiciada actualmente bajo el sello de Minty Fresh, con sede en Chicago. Su estilo musical está influenciada por bandas sonoras de películas indonesias a partir de la década de 1970, como la aplicación de género jazz de la década de los años 1930 y 1960 de música pop.

## Miembros
- Ricky Virgana
- Saleh bin Husein
- Aprilia Apsari
- Yusmario Farabi
- John Navid
- Aprimela Prawidyanti Virgana

## Discografía

### Álbumes
- White Shoes & The Couples Company (2005 on Aksara Records/2007 on Minty Fresh Records)
- Album Vakansi (2010)

### EP
- Skenario Masa Muda (2007)

### Singles
- Senandung Maaf
- Windu Defrina
- Aksi Kucing
- Pelan Tapi Pasti
- Senja Menggila

### Compilaciones/Soundtracks
- Janji Joni movie soundtrack (2005)
- Riot compilation of Thursday Riot (2006)
- Berbagi Suami movie soundtrack (2006)
- Mesin Waktu compilation album
- Quickie Express movie soundtrack (2007)